# 丁未之亂
丁未之亂（日语：／）是飛鳥時代的內亂，又稱丁未之變、丁未之役、物部守屋之變。針對佛教禮拜而對立的崇佛派大臣蘇我馬子和排佛派大連物部守屋發生戰爭，最终蘇我氏擊敗物部氏並將其宗族夷滅。

## 經緯
物部守屋圖謀擁立穴穗部皇子的政變失敗後，587年7月，蘇我馬子和群臣共同計畫，決定追討守屋。馬子率領厩戶皇子、泊瀨部皇子、竹田皇子等皇族和諸豪族的軍兵，進軍河内國渋川郡的守屋館。
蘇我軍從大和國進入河内國，在餌香川河原和物部軍交戰，戰後根據河内國司所言，雙方合計戰死者有數百以上。
守屋一族聚集固守稻城，蘇我軍因物部氏強盛的軍勢而撤退。此時厩戶皇子為得佛法的加護，以白膠木雕刻四天王像，誓言戰勝將努力弘傳佛法。蘇我軍又重整軍勢進軍，将物部軍盡數殲滅。物部守屋被迹見赤檮用弓箭射杀，物部氏被夷滅三族。

結果，和蘇我氏親子二代對立的宿敵・物部氏的勢力成功從中央完全排除，和厩戶皇子連攜權勢更加增強。以物部氏為中心的排佛派衰退，加速佛教在日本的傳布。厩戶皇子在摂津國建立四天王寺，物部氏的領地一半由馬子獲得，另一半則寄付四天王寺。

## 關連項目
- 日本佛教